# المقرمدة
المقرمدة قرية سورية في ناحية القدموس في منطقة بانياس التابعة لمحافظة طرطوس. تقع القرية على الجبال الساحلية وتبعد عن طريق القدموس-مصياف 3كم، وتبعد عن مدينة بانياس 30كم، بنيما تتبع إلى بلدية كاف الجاع التابع لناحية القدموس. ترتفع عن البحر حوالي 975 متراً، تشتهربالأشجار المعمرة كالصنوبر والأرز. ولكون المنطقة ذات طقس بارد فهي تصلح لزراعة التفاحيات والعنب والكرز وغيرها. نتوافر في القرية ينابيع طبيعة موسمية ودائمة الجريان، منها «نبع فسقين» و«نبع سرميني» و«نبع الضيعة» و«عين المجوية» و«نبع الريحان».
من أعلامها الشاعر والأديب حسين بن ميهوب حرفوش.